# Fonds zur Urbanisierung und Entwicklung des Kirchberg-Plateaus
Der Fonds d'urbanisation et d'aménagement du plateau du Kirchberg, kurz Fonds du Kirchberg oder FUAK, ist ein in der Rechtsform eines öffentlichen Unternehmens organisiertes Sondervermögen, dessen Aufgabe die urbanistische Erschließung des Kirchberg-Plateaus ist.

## Anlass für die Gründung des Fonds
Weil der Staat Luxemburg auf seinem Territorium für die anzusiedelnden Institutionen der Europäischen Gemeinschaft – später Europäischen Union – aus Platzgründen ein neues Quartier entwickeln musste, wurde am 7. August 1961 der Fonds geschaffen. Einige Änderungen an den Statuten des Fonds wurden mittels der Gesetze vom 28. August 1968, 8. Juni 2004, 7. August 1961 und 6. Dezember 2019 vorgenommen.
Die erste Aufgabe des Fonds war es, die Rote Brücke (Pont Grande-Duchesse Charlotte/Großherzogin-Charlotte-Brücke) zu planen und erbauen zu lassen, damit überhaupt eine Straßenverbindung zwischen Stadt und dem Kirchberg-Plateau zu schaffen.
Bis in die 1990er-Jahre kann der Fonds als Sammelsurium einzelner Gebäude und Grundstücke bezeichnet werden, die meist einen schlechten Unterhaltungszustand und wenig nachhaltige Bausubstanz aufwiesen. In der Mitte des Stadtteils zerschnitt die Avenue John F. Kennedy in Form einer als Schnellstraße ausgebauten Ausfallstraße diesen in zwei schlecht erreichbare Hälften.
Ende der 1990er Jahre siedelten sich immer mehr Banken auf dem Kirchberg an, so dass die Schnellstraße nach und nach zum städtischen Boulevard John F. Kennedy umgebaut wurde.

## Aufbau und Organe des Fonds
Der Fonds wurde vom Ministerium für die Entwicklung von Infrastrukturen gegründet; heute ist das Ministerium als die Aufsicht führende Behörde involviert.
Er wird von einem Verwaltungsrat (Conseil d'Administration; kurz CA) verwaltet, der aus neun Mitgliedern besteht und vom Staatsoberhaupt auf Vorschlag der Regierung vor dem luxemburgischen Staatsrat ernannt wird.
Die laufenden Geschäfte werden durch den Direktor und ein Präsidium verwaltet, dem vier Mitglieder des Verwaltungsrats angehören.

### Präsident des Verwaltungsrats
| Zeitraum               | Präsident       | Bemerkung |
| ---------------------- | --------------- | --------- |
| …                      | Fernand Pesch   |           |
| April 2014 – Juni 2019 | Patrick Gillen  |           |
| seit 10. Juni 2019     | Félicie Weycker |           |

### Direktoren
| Zeitraum       | Direktor    | Bemerkung                           |
| -------------- | ----------- | ----------------------------------- |
| seit Juli 2020 | Marc Widong | Funktion wurde erst 2019 eingeführt |

## Dauerhafte Aufgaben
Der Fonds übernimmt die mit seinem Betrieb und seinen Investitionen verbundenen Kosten und verfügt hierfür über die Erlöse seiner Immobiliengeschäfte (Abtretung, Konzession von Immobilienrechten, Pacht). Der Fonds führt eine kaufmännische Buchführung und unterliegt der Kontrolle des Rechnungshofes.
Der Fonds ist die öffentliche Einrichtung, die unter der Aufsicht des Ministeriums für Mobilität und öffentliche Arbeiten die Urbanisierung und die Entwicklung des Kirchberg-Plateaus vorantreibt und plant.
Nach verschiedenen Anpassungen der gesetzliche Grundlagen hat der Fonds heute drei Hauptbetätigungsfelder:
1. Unterhalt und Administration der Großherzogin-Charlotte-Brücke (Wartung und/oder Verbesserung der Brücken-Infrastruktur, z. B. Schaffung von separaten Spuren für Tramgleise)
2. die Urbanisierung und die Entwicklung des Kirchberg-Plateaus (insbesondere als Wohnviertel)
3. die Verwaltung und Unterhaltung der dem Fonds direkt unterstehenden Straßen (rund um die Avenue John F. Kennedy (N )).

Wichtigste Hauptaufgabe ist die Urbanisierung des Kichbergs inkl. vollständiger Umsetzung des allgemeinen Entwicklungsplans/Bebauungsplans (PAG) für das Kirchberg-Plateau. Falls erforderlich, modifiziert der Fonds den PAG in enger Abstimmung mit der Stadt Luxemburg.
Schwerpunkt der durch die politisch Verantwortlichen festgelegten Rahmenbedingungen liegt dabei derzeit auf der Schaffung neuen Wohnraums.
In Bezug auf Immobiliengeschäfte agiert der Fonds in der Regel mit der Übertragung eines Realrechts (wie Erbpacht), wobei in Bezug auf Wohnraum Übertragungszeiträume von 99 Jahren die Regel sind und für andere Zwecke auch kürzere Laufzeiten vereinbart werden.
Jede Übertragung von Realrechten muss vom beaufsichtigenden Ministerium genehmigt werden. Außerdem erfolgt vor der Übertragung eine Bewertung unter Wettbewerbsaspekten, bzw. eine besondere Genehmigung der Regierung/des Staatsrates wird angewendet.
Im Rahmen verschiedener Studien zur Ausrichtung der Urbanisierung und weiteren Entwicklung des Kirchberg-Plateaus fördert der Fonds die Kreislaufwirtschaft.

## Urbanistisches Konzept
Die Fonds verfolgt folgende Richtlinien/Prämissen für die weitere urbanistische Planung:
- Weg von monofunktionalen Bürogebäuden hin zur urbanen Vielfalt
- Vereinbarkeit von Arbeits- und Wohnfunktionen innerhalb eines Viertels
- Förderung der öffentlichen Verkehrsmittel und sanften Mobilität
- Im öffentlichen Raum haben Fußgänger erste Priorität
- Erdgeschosse bereits vorhandener Bürogebäude für neue Einkaufsmöglichkeiten und Gastgewerbe umnutzen
- Schaffen einer Nachbarschaft mit kurzen Entfernungen und zentraler Lage
- Schaffung gemischter Wohnungstypologien
- Umsetzung innovativer Raumkonzepte
- Angebot an gesundem Wohnraum erhöhen, der für die Mehrheit der Bevölkerung erschwinglich bleibt